# Jenő Lányi
Jenő Lányi (geboren 1902 in Varín, Österreich-Ungarn; gestorben 18. September 1940 im Nordatlantik beim Untergang des Schiffes City of Benares) war ein ungarischer Kunsthistoriker.

## Leben
Jenő Lányi wurde in dem mehrheitlich von Slowaken bewohnten Varín (ungarisch Várna) geboren, sein Vater Arpád Lányi war ungarischer Beamter. Lanyi machte 1920 das Abitur an einem Budapester Gymnasium. Auf Grund des antisemitischen Numerus clausus im Nachkriegsungarn studierte er nicht dort, sondern in Wien und München Kunstgeschichte, Geschichte und Archäologie. Er wurde 1924 mit einer Dissertation über Jacopo della Quercia bei Wilhelm Pinder in München promoviert. Zwischen 1929 und 1932 war er als unbezahlter wissenschaftlicher  Mitarbeiter an den Staatlichen Museen Berlin, im Kupferstichkabinett und am Deutschen Museum bei Max J. Friedländer, Theodor Demmler und bei Frida Schottmüller beschäftigt.
Ab 1932 forschte er über die italienische Plastik des 15. Jahrhunderts und besuchte regelmäßig das Kunsthistorische Institut in Florenz, wo er seine spätere Frau Monika Mann, eine Tochter Thomas Manns, kennenlernte. Aufgrund der Italienischen Rassengesetze wurde Lányi 1938 gezwungen, Italien zu verlassen. Er ging nach Zürich und von dort nach London, wo er seine Forschungen fortsetzte und Vorträge am Warburg Institute und bei der Art Workers’ Guild hielt. Lányi und Mann heirateten 1939. 1940 flohen beide Richtung Kanada, das Schiff City of Benares wurde vom deutschen U-Boot U 48 im Nordatlantik versenkt. Neben Lányi kamen weitere 247 von den 406 Menschen dabei ums Leben, Monika Mann gehörte zu den Überlebenden.
Lányis Forschungsmaterialien, die separat in die USA geschickt worden waren, blieben erhalten. Sie wurden dem Kunsthistoriker Horst W. Janson, den Lányi wahrscheinlich im Sommer 1938 in Florenz kennengelernt hatte, überlassen. Zwei seiner Aufsätze erschienen postum im Art Bulletin und im Burlington Magazine. Janson publizierte 1957 auf der Grundlage der Vorarbeiten Lányis eine grundlegende Monographie über Donatello.

## Schriften (Auswahl)
- Quercia-Studien. Klinkhardt & Biermann, Berlin 1930 (aus: Jahrbuch für Kunstwissenschaft. 7 (1930): S. 25–63) München, Phil. Diss.
- Pontormos Bildnis der Maria Salviati de’Medici. In: Mitteilungen des Kunsthistorischen Institutes in Florenz. 4, no.2/3, 1933 S. 88–102.
- Le statue quattrocentesche dei Profeti nel Campanile e nell’antica facciata di Santa Maria del Fiore. In: Rivista d’arte. 17.1935, S. 121–159, S. 245–280.
- Il Profeta Isaia di Nanni di Banco. In: Rivista d’arte. 18.1936, S. 137–178.
- Un autoritratto di Melozzo da Forli. In: Critica d’arte. 3.1938, S. 97–103.
- Donatello’s Angels for the Siena Font: A Reconstruction. In: Burlington Magazine. 75, No. 439 (Oktober 1939), S. 142ff.
- Ilse Falk[1]: The Genesis of Andrea Pisano’s Bronze Doors. In: Art Bulletin. 25, No. 2 (Juni 1943), S. 132–153.
- The Louvre Portrait of Five Florentines. In: Burlington Magazine. 84, No. 493 (April 1944), S. 87–93.
- H. W. Janson: The Sculpture of Donatello. Princeton University Press, Princeton, NJ 1957.